# Steeve Guénot
Steeve François Fabien Guénot (Chalon-sur-Saône, 2 de octubre de 1985) es un deportista francés que compitió en lucha grecorromana. Su hermano Christophe también compitió en lucha.
Participó en dos Juegos Olímpicos de Verano, obteniendo una medalla de oro en Pekín 2008 y una de bronce en Londres 2012, ambas en la categoría de 66 kg.
Ganó una medalla de plata en el Campeonato Mundial de Lucha de 2007 y una medalla de bronce en el Campeonato Europeo de Lucha de 2010.

## Palmarés internacional
| Juegos Olímpicos   | Juegos Olímpicos      | Juegos Olímpicos  | Juegos Olímpicos |
| Año                | Lugar                 | Medalla           | Categoría        |
| ------------------ | --------------------- | ----------------- | ---------------- |
| 2008               | Pekín (China)         | Medalla de oro    | 66 kg            |
| 2012               | Londres (Reino Unido) | Medalla de bronce | 66 kg            |
| Campeonato Mundial |                       |                   |                  |
| Año                | Lugar                 | Medalla           | Categoría        |
| 2007               | Bakú (Azerbaiyán)     | Medalla de plata  | 66 kg            |
| Campeonato Europeo |                       |                   |                  |
| Año                | Lugar                 | Medalla           | Categoría        |
| 2010               | Bakú (Azerbaiyán)     | Medalla de bronce | 66 kg            |